# Convenció per la Protecció del Medi Ambient Marí del Nord-Est de l'Atlàntic

Mapa de l'àrea de la Convenció OSPAR

La Convenció per a la Protecció del Medi ambient Marí del Nord-est de l'Atlàntic, o Convenció OSPAR, és l'actual instrument legislatiu que regula la cooperació internacional en referència a la protecció mediambiental en el Nord-est de l'Atlàntic. Complementa i actualitza la Convenció d'Oslo de 1972 sobre abocaments al mar i la Convenció de París de 1974 sobre contaminació marina d'origen terrestre. El compliment de l'estipulat sota la convenció és supervisat per la Comissió OSPAR, formada per representants dels Governs dels 15 països signataris, i per representants de la Comissió Europea en nom de la Unió Europea.

## Història
El començament del procés de signatura de la Convenció per a la Protecció del Medi ambient de l'Atlàntic del Nord-est es va donar a la Cimera Ministerial de les Comissions d'Oslo i París a París el 22 de setembre de 1992. La Convenció ha estat signada i ratificada per totes les Parts Contractants de les Convencions originals d'Oslo i de París: Bèlgica, Dinamarca, la Unió Europea, Finlàndia, França, Alemanya, Islàndia, Irlanda, Països Baixos, Noruega, Portugal, Espanya, Suècia i Regne Unit a més de per Luxemburg i Suïssa. La Convenció OSPAR va entrar en vigor el 25 de març de 1998, i va reemplaçar les Convencions d'Oslo i de París, però les decisions i els acords adoptats d'acord amb elles van romandre en aplicació fins que les noves mesures adoptades sota la Convenció OSPAR van estar finalitzades.
La primera cimera Ministerial de la Comissió OSPAR va tenir lloc l'any 1998 a Sintra, Portugal, on es va adoptar l'Annex V de la Convenció, estenent la cooperació dels països signataris fins a cobrir "totes les activitats humanes que puguin afectar adversament al medi ambient marí del nord-est de l'Atlàntic". No obstant això, no poden adoptar-se mesures ni programes sota la Convenció en matèria de gestió pesquera, ja que aquesta activitat la coordinen els països europeus del Nord-est de l'Atlàntic i del Mar del Nord mitjançant el Consell Internacional per a l'Exploració del Mar (HISSIS). La convenció OSPAR regula ara els estàndards de biodiversitat marina, eutrofització, l'abocament de substàncies tòxiques i radioactives als mars, les indústries gasístiques i petrolieres d'alta mar i l'establiment de les condicions mediambientals de referència.
El 2000 es va publicar un informe per part de la Comissió OSPAR referit a la qualitat dels ecosistemes marins de la zona. Aquest informe està sustentat per cinc informes menors sobre diferents parts de l'àrea marítima OSPAR -l'Àrtic, el Mar del Nord, el Mar Cèltic, el Golf de Biscaia i les aigües Ibèriques, i l'Atlàntic obert.